# Didrik Müller Ellefsen
Didrik Müller Ellefsen (* 1952) ist ein ehemaliger norwegischer Skispringer.

## Werdegang
Müller Ellefsen bestritt mit der Vierschanzentournee 1970/71 sein erstes und einziges großes internationales Turnier. Beim Auftaktspringen auf der Schattenbergschanze in Oberstdorf verpasste er als 31. eine Top-Platzierung. Beim Neujahrsspringen auf der Großen Olympiaschanze in Garmisch-Partenkirchen überraschte er die Konkurrenz mit Rang sechs, bevor er auch auf der Bergiselschanze in Innsbruck mit Rang 25 eine gute Platzierung erreichte. In Bischofshofen auf der Paul-Außerleitner-Schanze schloss er die Tournee mit Platz 10 ab. In der Gesamtwertung erreichte er damit Platz 12.
Bei der Norwegischen Meisterschaft 1974 in Trondheim gewann Müller Ellefsen hinter Johan Sætre und Odd Grette die Bronzemedaille von der Normalschanze. Bei den Schwedischen Skispielen in Falun 1976 erreichte Ellefsen Rang 11. Bei seiner letzten Norwegischen Meisterschaft 1977 wurde Müller Ellefsen noch einmal Sechster.

## Erfolge

### Vierschanzentournee-Platzierungen
| Saison  | Platz | Punkte |
| ------- | ----- | ------ |
| 1970/71 | 12.   | 848,6  |